# Італія на зимових Олімпійських іграх 2018
Італія на зимових Олімпійських іграх 2018, які проходили з 9 по 25 лютого в Пхьончхані (Південна Корея), була представлена 122 спортсменами (73 чоловіками та 49 жінками) в 14 видах спорту. Прапороносцем на церемонії відкриття Олімпійських ігор стала шорт-трекістка Аріанна Фонтана. Італійські спортсмени здобули 10 медалей: 3 золотих, 2 срібних та 5 бронзових. Збірна Італії зайняла неофіційне 12-те загальнокомандне місце.

## Медалісти
| Медалі | Спортсмени                                                      | Вид спорту          | Дисципліна                 | Дата      |
| ------ | --------------------------------------------------------------- | ------------------- | -------------------------- | --------- |
| Золото | Аріанна Фонтана                                                 | Шорт-трек           | 500 метрів (жінки)         | 13 лютого |
| Золото | Мікела Мойолі                                                   | Сноубординг         | сноубордкрос (жінки)       | 16 лютого |
| Золото | Софія Годжа                                                     | Гірськолижний спорт | швидкісний спуск (жінки)   | 21 лютого |
| Срібло | Федеріко Пеллегріно                                             | Лижні перегони      | спринт (чоловіки)          | 13 лютого |
| Срібло | Аріанна Фонтана Лучія Перетті Чечилія Маффеї Мартіна Вальчепіна | Шорт-трек           | естафета (жінки)           | 20 лютого |
| Бронза | Домінік Віндіш                                                  | Біатлон             | спринт 10 км (чоловіки)    | 11 лютого |
| Бронза | Федеріка Бріньоне                                               | Гірськолижний спорт | гігантський слалом (жінки) | 15 лютого |
| Бронза | Нікола Тумолеро                                                 | Ковзанярський спорт | 10000 метрів (чоловіки)    | 15 лютого |
| Бронза | Ліза Вітоцці Доротея Вірер Лукас Гофер Домінік Віндіш           | Біатлон             | змішана естафета           | 20 лютого |
| Бронза | Аріанна Фонтана                                                 | Шорт-трек           | 1000 метрів (жінки)        | 22 лютого |

## Спортсмени
| Вид спорту          | Чоловіки | Жінки | Всього |
| ------------------- | -------- | ----- | ------ |
| Біатлон             | 5        | 6     | 11     |
| Бобслей             | 4        | 0     | 4      |
| Гірськолижний спорт | 11       | 9     | 20     |
| Керлінг             | 5        | 0     | 5      |
| Ковзанярський спорт | 6        | 3     | 9      |
| Лижне двоборство    | 4        | 0     | 4      |
| Лижні перегони      | 8        | 7     | 15     |
| Санний спорт        | 7        | 2     | 9      |
| Скелетон            | 1        | 0     | 1      |
| Сноубординг         | 9        | 5     | 14     |
| Стрибки з трампліна | 4        | 4     | 8      |
| Фігурне катання     | 5        | 6     | 11     |
| Фристайл            | 2        | 2     | 4      |
| Шорт-трек           | 2        | 5     | 7      |
| Усього              | 73       | 49    | 122    |

## Біатлон
| Спортсмен                                                     | Дисципліна                       | Час       | Промахи     | Місце |
| ------------------------------------------------------------- | -------------------------------- | --------- | ----------- | ----- |
| Томас Бормоліні                                               | спринт, чоловіки                 | 25:39.3   | 2 (1+1)     | 51    |
| Томас Бормоліні                                               | гонка переслідування, чоловіки   | 38:10.7   | 6 (1+0+4+1) | 48    |
| Томас Бормоліні                                               | індивідуальні перегони, чоловіки | 53:26.6   | 4 (0+1+2+1) | 56    |
| Лукас Гофер                                                   | спринт, чоловіки                 | 24:09.8   | 2 (1+1)     | 10    |
| Лукас Гофер                                                   | гонка переслідування, чоловіки   | 34:24.4   | 3 (1+1+1+0) | 10    |
| Лукас Гофер                                                   | індивідуальні перегони, чоловіки | 53:54.1   | 5 (1+2+1+1) | 63    |
| Лукас Гофер                                                   | мас-старт, чоловіки              | 37:07.7   | 4 (1+1+0+2) | 18    |
| Джузеппе Монтелло                                             | спринт, чоловіки                 | 25:35.3   | 2 (0+2)     | 50    |
| Джузеппе Монтелло                                             | гонка переслідування, чоловіки   | 37:21.7   | 3 (0+0+2+1) | 39    |
| Джузеппе Монтелло                                             | індивідуальні перегони, чоловіки | 52:01.9   | 3 (1+1+0+1) | 40    |
| Домінік Віндіш                                                | спринт, чоловіки                 | 23:46.5   | 1 (0+1)     | 3     |
| Домінік Віндіш                                                | гонка переслідування, чоловіки   | 34:57.9   | 5 (2+0+0+3) | 16    |
| Домінік Віндіш                                                | індивідуальні перегони, чоловіки | 52:54.3   | 5 (2+0+3+0) | 50    |
| Домінік Віндіш                                                | мас-старт, чоловіки              | 37:07.7   | 4 (0+1+2+1) | 17    |
| Томас Бормоліні Лукас Гофер Джузеппе Монтелло Домінік Віндіш  | естафета, чоловіки               | 1:21:35.6 | 20 (6+14)   | 12    |
| Ніколь Гонтьє                                                 | спринт, жінки                    | 23:20.0   | 3 (2+1)     | 44    |
| Ніколь Гонтьє                                                 | гонка переслідування, жінки      | 35:37.6   | 7 (3+1+1+2) | 48    |
| Ніколь Гонтьє                                                 | індивідуальні перегони, жінки    | 45:32.5   | 4 (1+1+1+1) | 38    |
| Алексія Рунггальдір                                           | індивідуальні перегони, жінки    | 45:15.0   | 2 (0+0+1+1) | 33    |
| Федеріка Санфіліппо                                           | спринт, жінки                    | 24:30.1   | 3 (2+1)     | 69    |
| Ліза Віттоцці                                                 | спринт, жінки                    | 21:46.7   | 1 (0+1)     | 6     |
| Ліза Віттоцці                                                 | гонка переслідування, жінки      | 32:34.6   | 4 (1+2+0+1) | 11    |
| Ліза Віттоцці                                                 | індивідуальні перегони, жінки    | 45:11.8   | 3 (0+2+0+1) | 32    |
| Ліза Віттоцці                                                 | індивідуальні перегони, жінки    | 36:08.6   | 2 (1+0+0+1) | 4     |
| Доротея Вірер                                                 | спринт, жінки                    | 22:20.3   | 2 (0+2)     | 18    |
| Доротея Вірер                                                 | гонка переслідування, жінки      | 32:48.4   | 5 (2+2+1+0) | 15    |
| Доротея Вірер                                                 | індивідуальні перегони, жінки    | 43:15.8   | 2 (0+1+0+1) | 7     |
| Доротея Вірер                                                 | мас-старт, жінки                 | 36:10.3   | 1 (0+0+0+1) | 6     |
| Ніколь Гонтьє Федеріка Санфіліппо Ліза Віттоцці Доротея Вірер | естафета, жінки                  | 1:13:07.5 | 17 (9+8)    | 9     |
| Лукас Гофер Домінік Віндіш Ліза Віттоцці Доротея Вірер        | змішана естафета                 | 1:09:01.2 | 7 (0+7)     | 3     |

## Бобслей
| Спортсмен                                                      | Дисципліна | 1-й заїзд | 1-й заїзд | 2-й заїзд | 2-й заїзд | 3-й заїзд | 3-й заїзд | 4-й заїзд                   | 4-й заїзд                   | Сума    | Сума  |
| Спортсмен                                                      | Дисципліна | Час       | Місце     | Час       | Місце     | Час       | Місце     | Час                         | Місце                       | Час     | Місце |
| -------------------------------------------------------------- | ---------- | --------- | --------- | --------- | --------- | --------- | --------- | --------------------------- | --------------------------- | ------- | ----- |
| Сімоне Бертаццо* Лоренцо Білотті Сімоне Фонтана Маттія Варіола | четвірки   | 49.92     | 27        | 49.94     | =24       | 50.02     | 24        | команда усунута від змагань | команда усунута від змагань | 2:29.88 | 27    |

* ведучий

## Гірськолижний спорт
| Спортсмен           | Дисципліна                   | 1-й спуск         | 1-й спуск         | 2-й спуск         | 2-й спуск         | Сума              | Сума              |
| Спортсмен           | Дисципліна                   | Час               | Місце             | Час               | Місце             | Час               | Місце             |
| ------------------- | ---------------------------- | ----------------- | ----------------- | ----------------- | ----------------- | ----------------- | ----------------- |
| Емануель Буцці      | швидкісний спуск, чоловіки   | Н/Д               | Н/Д               | Н/Д               | Н/Д               | 1:42.84           | 22                |
| Лука Де Аліпрандіні | гігантський слалом, чоловіки | дискваліфікований | дискваліфікований | дискваліфікований | дискваліфікований | дискваліфікований | дискваліфікований |
| Флоріан Ейсат       | гігантський слалом, чоловіки | 1:10.46           | 17                | 1:10.72           | 18                | 2:21.18           | 14                |
| Петер Філл          | швидкісний спуск, чоловіки   | Н/Д               | Н/Д               | Н/Д               | Н/Д               | 1:41.08           | 6                 |
| Петер Філл          | супергігант, чоловіки        | Н/Д               | Н/Д               | Н/Д               | Н/Д               | не фінішував      | не фінішував      |
| Петер Філл          | комбінація, чоловіки         | 1:19.92           | 6                 | не фінішував      | не фінішував      | не фінішував      | не фінішував      |
| Стефано Гросс       | слалом, чоловіки             | 49.27             | 14                | 51.44             | 16                | 1:40.71           | 16                |
| Крістоф Іннергофер  | швидкісний спуск, чоловіки   | Н/Д               | Н/Д               | Н/Д               | Н/Д               | 1:42.23           | 17                |
| Крістоф Іннергофер  | супергігант, чоловіки        | Н/Д               | Н/Д               | Н/Д               | Н/Д               | 1:25.90           | 16                |
| Крістоф Іннергофер  | комбінація, чоловіки         | 1:19.77           | 5                 | 49.98             | 25                | 2:09.75           | 14                |
| Маттео Марсалья     | супергігант, чоловіки        | Н/Д               | Н/Д               | Н/Д               | Н/Д               | 1:26.11           | 20                |
| Манфред Мельгг      | гігантський слалом, чоловіки | 1:10.03           | 15                | 1:11.01           | 21                | 2:21.04           | 13                |
| Манфред Мельгг      | слалом, чоловіки             | 48.40             | 4                 | 51.84             | 23                | 1:40.24           | 12                |
| Домінік Паріс       | швидкісний спуск, чоловіки   | Н/Д               | Н/Д               | Н/Д               | Н/Д               | 1:40.79           | 4                 |
| Домінік Паріс       | супергігант, чоловіки        | Н/Д               | Н/Д               | Н/Д               | Н/Д               | 1:25.18           | 7                 |
| Домінік Паріс       | комбінація, чоловіки         | 1:20.01           | 8                 | не фінішував      | не фінішував      | не фінішував      | не фінішував      |
| Ріккардо Тонетті    | комбінація, чоловіки         | 1:21.99           | 38                | 48.22             | 12                | 2:09.75           | 18                |
| Ріккардо Тонетті    | гігантський слалом, чоловіки | 1:09.02           | 4                 | не фінішував      | не фінішував      | не фінішував      | не фінішував      |
| Ріккардо Тонетті    | слалом, чоловіки             | не фінішував      | не фінішував      | не фінішував      | не фінішував      | не фінішував      | не фінішував      |
| Алекс Фінатцер      | слалом, чоловіки             | не фінішував      | не фінішував      | не фінішував      | не фінішував      | не фінішував      | не фінішував      |
| Марта Бассіно       | комбінація, жінки            | 1:42.61           | 14                | 41.63             | 7                 | 2:24.24           | 10                |
| Марта Бассіно       | супергігант, жінки           | 1:11.19           | 5                 | 1:09.50           | 7                 | 2:20.69           | 5                 |
| Марта Бассіно       | слалом, жінки                | не фінішувала     | не фінішувала     | не фінішувала     | не фінішувала     | не фінішувала     | не фінішувала     |
| Федеріка Бріньоне   | швидкісний спуск, жінки      | Н/Д               | Н/Д               | Н/Д               | Н/Д               | не фінішувала     | не фінішувала     |
| Федеріка Бріньоне   | супергігант, жінки           | Н/Д               | Н/Д               | Н/Д               | Н/Д               | 1:21.49           | =6                |
| Федеріка Бріньоне   | комбінація, жінки            | 1:42.51           | 12                | 41.02             | 6                 | 2:23.53           | 8                 |
| Федеріка Бріньоне   | гігантський слалом, жінки    | 1:10.91           | 3                 | 1:09.57           | 8                 | 2:20.48           | 3                 |
| К'яра Костацца      | слалом, жінки                | 49.83             | 7                 | 50.77             | 17                | 1:40.60           | 9                 |
| Ірене Куртоні       | 51.15                        | 14                | 49.89             | 7                 | 1:41.04           | 10                |                   |
| Ніколь Делаго       | швидкісний спуск, жінки      | Н/Д               | Н/Д               | Н/Д               | Н/Д               | не фінішувала     | не фінішувала     |
| Надя Фанкіні        | швидкісний спуск, жінки      | Н/Д               | Н/Д               | Н/Д               | Н/Д               | не фінішувала     | не фінішувала     |
| Надя Фанкіні        | супергігант, жінки           | Н/Д               | Н/Д               | Н/Д               | Н/Д               | 1:21.88           | 12                |
| Софія Ґоджа         | швидкісний спуск, жінки      | Н/Д               | Н/Д               | Н/Д               | Н/Д               | 1:39.22           | 1                 |
| Софія Ґоджа         | супергігант, жінки           | Н/Д               | Н/Д               | Н/Д               | Н/Д               | 1:21.65           | 11                |
| Софія Ґоджа         | комбінація, жінки            | не фінішувала     | не фінішувала     | не фінішувала     | не фінішувала     | не фінішувала     | не фінішувала     |
| Софія Ґоджа         | гігантський слалом, жінки    | 1:11.64           | 10                | 1:10.16           | 18                | 2:21.80           | 11                |
| Мануела Мельгг      | гігантський слалом, жінки    | 1:10.62           | 1                 | 1:10.58           | 23                | 2:21.20           | 8                 |
| Мануела Мельгг      | слалом, жінки                | 51.40             | 17                | 51.35             | 25                | 1:42.75           | 23                |
| Йоганна Шнарф       | супергігант, жінки           | Н/Д               | Н/Д               | Н/Д               | Н/Д               | 1:21.27           | 5                 |
| Йоганна Шнарф       | комбінація, жінки            | не фінішував      | не фінішував      | не фінішував      | не фінішував      | не фінішував      | не фінішував      |

Змішані
| Спортсмени                                                                                   | Дисципліна | 1/8 фіналу         | Чвертьфінали        | Півфінали          | Фінал / БМ         | Фінал / БМ |
| Спортсмени                                                                                   | Дисципліна | Суперник Результат | Суперник Результат  | Суперник Результат | Суперник Результат | Місце      |
| -------------------------------------------------------------------------------------------- | ---------- | ------------------ | ------------------- | ------------------ | ------------------ | ---------- |
| Стефано Гросс Ріккардо Тонетті Алекс Фінатцер Федеріка Бріньоне К'яра Костацца Ірене Куртоні | Команди    | Чехія (CZE) W 3–1  | Франція (FRA) L 1–3 | не пройшли         | не пройшли         | не пройшли |

## Керлінг

### Чоловічий турнір
Склад команди
- Амос Мозанер
- Жоель Реторна
- Сімоне Гонін
- Даніеле Феррацца
- Андреа Пільцер

Турнір
Турнірна таблиця
| Груповий етап      | Груповий етап      | Груповий етап      | Груповий етап      | Груповий етап      | Груповий етап      | Груповий етап      | Груповий етап      | Груповий етап      | Груповий етап | Тай-брейк          | Півфінал           | Фінал              | Фінал      |
| Суперник Результат | Суперник Результат | Суперник Результат | Суперник Результат | Суперник Результат | Суперник Результат | Суперник Результат | Суперник Результат | Суперник Результат | Місце         | Суперник Результат | Суперник Результат | Суперник Результат | Місце      |
| ------------------ | ------------------ | ------------------ | ------------------ | ------------------ | ------------------ | ------------------ | ------------------ | ------------------ | ------------- | ------------------ | ------------------ | ------------------ | ---------- |
| CAN L 3–5          | SUI W 7–4          | USA W 10–9         | DEN L 4–6          | JPN L 5–6          | GBR L 6–7          | KOR L 6–8          | SWE L 3–7          | NOR W 6–4          | 9             | не пройшли         | не пройшли         | не пройшли         | не пройшли |

Сесії
| Майданчик B | 1 | 2 | 3 | 4 | 5 | 6 | 7 | 8 | 9 | 10 | Загалом |
| Канада      |   |   |   |   |   |   |   |   |   |    | 0       |
| Італія      |   |   |   |   |   |   |   |   |   |    | 0       |

| Майданчик C | 1 | 2 | 3 | 4 | 5 | 6 | 7 | 8 | 9 | 10 | Загалом |
| Швейцарія   |   |   |   |   |   |   |   |   |   |    | 0       |
| Італія      |   |   |   |   |   |   |   |   |   |    | 0       |

| Майданчик A | 1 | 2 | 3 | 4 | 5 | 6 | 7 | 8 | 9 | 10 | Загалом |
| США         |   |   |   |   |   |   |   |   |   |    | 0       |
| Італія      |   |   |   |   |   |   |   |   |   |    | 0       |

| Майданчик B | 1 | 2 | 3 | 4 | 5 | 6 | 7 | 8 | 9 | 10 | Загалом |
| Італія      |   |   |   |   |   |   |   |   |   |    | 0       |
| Данія       |   |   |   |   |   |   |   |   |   |    | 0       |

| Майданчик D | 1 | 2 | 3 | 4 | 5 | 6 | 7 | 8 | 9 | 10 | Загалом |
| Японія      |   |   |   |   |   |   |   |   |   |    | 0       |
| Італія      |   |   |   |   |   |   |   |   |   |    | 0       |

| Майданчик C     | 1 | 2 | 3 | 4 | 5 | 6 | 7 | 8 | 9 | 10 | Загалом |
| Італія          |   |   |   |   |   |   |   |   |   |    | 0       |
| Велика Британія |   |   |   |   |   |   |   |   |   |    | 0       |

| Майданчик A    | 1 | 2 | 3 | 4 | 5 | 6 | 7 | 8 | 9 | 10 | Загалом |
| Італія         |   |   |   |   |   |   |   |   |   |    | 0       |
| Південна Корея |   |   |   |   |   |   |   |   |   |    | 0       |

| Майданчик D | 1 | 2 | 3 | 4 | 5 | 6 | 7 | 8 | 9 | 10 | Загалом |
| Італія      |   |   |   |   |   |   |   |   |   |    | 0       |
| Швеція      |   |   |   |   |   |   |   |   |   |    | 0       |

| Майданчик B | 1 | 2 | 3 | 4 | 5 | 6 | 7 | 8 | 9 | 10 | Загалом |
| Норвегія    |   |   |   |   |   |   |   |   |   |    | 0       |
| Італія      |   |   |   |   |   |   |   |   |   |    | 0       |

## Ковзанярський спорт
Індивідульні змагання
| Спортсмен               | Дисципліна              | Фінал    | Фінал |
| Спортсмен               | Дисципліна              | Час      | Місце |
| ----------------------- | ----------------------- | -------- | ----- |
| Давіде Гьотто           | 5000 метрів (чоловіки)  | 6:29.25  | 19    |
| Давіде Гьотто           | 10000 метрів (чоловіки) | 13:27.09 | 12    |
| Андреа Джованніні       | 1500 метрів (чоловіки)  | 1:47.82  | 27    |
| Андреа Джованніні       | 5000 метрів (чоловіки)  | 6:30.71  | 20    |
| Мірко Джакомо Ненці     | 500 метрів (чоловіки)   | 35.51    | 30    |
| Мірко Джакомо Ненці     | 1000 метрів (чоловіки)  | 1:10.16  | 30    |
| Нікола Тумолеро         | 5000 метрів (чоловіки)  | 6:15.48  | 8     |
| Нікола Тумолеро         | 10000 метрів (чоловіки) | 12:54.32 | 3     |
| Франческа Беттроне      | 500 метрів (жінки)      | 39.52    | 29    |
| Франческа Беттроне      | 1000 метрів (жінки)     | 1:17.83  | 27    |
| Франческа Беттроне      | 1500 метрів (жінки)     | 2:00.43  | 25    |
| Івонн Далдоссі          | 500 метрів (жінки)      | 39.28    | 26    |
| Івонн Далдоссі          | 1000 метрів (жінки)     | 1:19.33  | 30    |
| Франческа Лоллобриджида | 1500 метрів (жінки)     | 1:57.94  | 10    |
| Франческа Лоллобриджида | 3000 метрів (жінки)     | 4:08.58  | 13    |

Масстарт
| Спортсмен               | Дисципліна | Півфінал | Півфінал | Півфінал | Фінал | Фінал   | Фінал |
| Спортсмен               | Дисципліна | Бали     | Час      | Місце    | Бали  | Час     | Місце |
| ----------------------- | ---------- | -------- | -------- | -------- | ----- | ------- | ----- |
| Андреа Джованніні       | чоловіки   | 41       | 8:24.41  | 2 Q      | 0     | 7:46.83 | 12    |
| Франческа Беттроне      | жінки      | 5        | 8:38.69  | 6 Q      | 0     | 9:04.82 | 16    |
| Франческа Лоллобриджида | жінки      | 68       | 8:54.19  | 1 Q      | 1     | 8:33.30 | 7     |

Командні перегони переслідування
| Спортсмени                                                                       | Дисципліна       | Чвертьфінал                    | Чвертьфінал | Півфінал     | Півфінал   | Фінал                                    | Фінал |
| Спортсмени                                                                       | Дисципліна       | Суперник час                   | Місце       | Суперник час | Місце      | Суперник час                             | Місце |
| -------------------------------------------------------------------------------- | ---------------- | ------------------------------ | ----------- | ------------ | ---------- | ---------------------------------------- | ----- |
| Ріккардо Бугарі Давіде Гьотто Андреа Джованніні Мікеле Мальфатті Нікола Тумолеро | чоловіча команда | Південна Корея (KOR) L 3:41.64 | 6 FC        | не пройшли   | не пройшли | Final C Японія (JPN) L дискваліфікований | 6     |

## Лижне двоборство
| Спортсмен                                                       | Дисципліна                        | Стрибки з трампліна | Стрибки з трампліна | Стрибки з трампліна | Лижні перегони | Лижні перегони | Загалом | Загалом |
| Спортсмен                                                       | Дисципліна                        | Відстань            | Бали                | Місце               | Час            | Місце          | Час     | Місце   |
| --------------------------------------------------------------- | --------------------------------- | ------------------- | ------------------- | ------------------- | -------------- | -------------- | ------- | ------- |
| Рафаеле Буцці                                                   | нормальний трамплін/10 км         | 88.0                | 74.6                | 40                  | 25:29.1        | 33             | 29:13.1 | 40      |
| Рафаеле Буцці                                                   | великий трамплін/10 км            | 117.5               | 87.9                | 35                  | 24:02.5        | 18             | 27:26.5 | 34      |
| Аарон Костнер                                                   | нормальний трамплін/10 км         | 93.5                | 89.2                | 30                  | 25:44.4        | 36             | 28:30.4 | 37      |
| Аарон Костнер                                                   | великий трамплін/10 км            | 105.5               | 71.2                | 47                  | 25:17.5        | 38             | 29:48.5 | 44      |
| Алессандро Піттін                                               | нормальний трамплін/10 км         | 89.0                | 77.4                | 38                  | 23:48.9        | 1              | 27:21.9 | 19      |
| Алессандро Піттін                                               | великий трамплін/10 км            | 109.0               | 82.2                | 40                  | 23:13.9        | 1              | 27:00.9 | 27      |
| Лукас Рунггальдьє                                               | нормальний трамплін/10 км         | 85.0                | 73.6                | 41                  | 24:03.2        | 5              | 27:51.2 | 32      |
| Лукас Рунггальдьє                                               | великий трамплін/10 км            | 110.0               | 77.9                | 45                  | 23:32.7        | 11             | 27:36.7 | 36      |
| Рафаеле Буцці Аарон Костнер Алессандро Піттін Лукас Рунггальдьє | командний великий трамплін/4×5 км | 447.5               | 291.8               | 10                  | 47:17.1        | 4              | 51:14.1 | 8       |

## Лижні перегони
Дистанційні перегони
| Спортсмен                                                                        | Дисципліна                       | Класичний стиль | Класичний стиль | Вільний стиль | Вільний стиль | Фінал        | Фінал        | Фінал        |
| Спортсмен                                                                        | Дисципліна                       | Час             | Місце           | Час           | Місце         | Час          | Відставання  | Місце        |
| -------------------------------------------------------------------------------- | -------------------------------- | --------------- | --------------- | ------------- | ------------- | ------------ | ------------ | ------------ |
| Мірко Бертоліна                                                                  | 15 км вільним стилем, чоловіки   | Н/Д             | Н/Д             | Н/Д           | Н/Д           | 36:33.5      | +2:49.6      | 44           |
| Франческо де Фабіані                                                             | 30 км скіатлон, чоловіки         | 41:11.4         | 22              | 36:13.5       | 20            | 1:17:54.9    | +1:34.9      | 20           |
| Франческо де Фабіані                                                             | 50 км класичним стилем, чоловіки | Н/Д             | Н/Д             | Н/Д           | Н/Д           | 2:17:14.3    | +8:52.2      | 22           |
| Дітмар Неклер                                                                    | 15 км вільним стилем, чоловіки   | Н/Д             | Н/Д             | Н/Д           | Н/Д           | не фінішував | не фінішував | не фінішував |
| Дітмар Неклер                                                                    | 30 км скіатлон, чоловіки         | 41:15.2         | 28              | 38:05.5       | 40            | 1:19:55.5    | +3:35.5      | 37           |
| Дітмар Неклер                                                                    | 50 км класичним стилем, чоловіки | Н/Д             | Н/Д             | Н/Д           | Н/Д           | 2:16:29.2    | +8:07.1      | 21           |
| Серджіо Рігоні                                                                   | 15 км вільним стилем, чоловіки   | Н/Д             | Н/Д             | Н/Д           | Н/Д           | 38:03.0      | +4:19.1      | 72           |
| Серджіо Рігоні                                                                   | 30 км скіатлон, чоловіки         | 42:41.7         | 46              | 39:40.6       | 57            | 1:22:54.9    | +6:34.9      | 48           |
| Майкол Растеллі                                                                  | 50 км класичним стилем, чоловіки | Н/Д             | Н/Д             | Н/Д           | Н/Д           | 2:15:10.0    | +6:47.9      | 19           |
| Джандоменіко Сальвадорі                                                          | 30 км скіатлон, чоловіки         | 40:47.8         | 16              | 37:20.9       | 36            | 1:18:36.9    | +2:16.9      | 26           |
| Джандоменіко Сальвадорі                                                          | 50 км класичним стилем, чоловіки | Н/Д             | Н/Д             | Н/Д           | Н/Д           | 2:13:45.4    | +5:23.3      | 16           |
| Стефан Зельгер                                                                   | 15 км вільним стилем, чоловіки   | Н/Д             | Н/Д             | Н/Д           | Н/Д           | 37:27.9      | +3:44.0      | 60           |
| Франческо де Фабіані Федеріко Пеллегріно Майкол Растеллі Джандоменіко Сальвадорі | естафета 4×10 км, чоловіки       | Н/Д             | Н/Д             | Н/Д           | Н/Д           | 1:35:40.1    | +2:35.2      | 7            |
| Еліза Брокард                                                                    | 10 км вільним стилем, жінки      | Н/Д             | Н/Д             | Н/Д           | Н/Д           | 27:34.8      | +2:34.3      | 29           |
| Еліза Брокард                                                                    | 15 км скіатлон, жінки            | 22:34.5         | 27              | 20:12.8       | 21            | 43:17.6      | +2:32.7      | 26           |
| Еліза Брокард                                                                    | 30 км класичним стилем, жінки    | Н/Д             | Н/Д             | Н/Д           | Н/Д           | 1:33:33.5    | +11:15.9     | 27           |
| Анна Комарелла                                                                   | 15 км скіатлон, жінки            | 22:50.7         | 30              | 21:06.1       | 41            | 44:25.9      | +3:41.0      | 37           |
| Анна Комарелла                                                                   | 30 км класичним стилем, жінки    | Н/Д             | Н/Д             | Н/Д           | Н/Д           | 1:35:48.7    | +13:31.1     | 34           |
| Іларія Дебертоліс                                                                | 10 км вільним стилем, жінки      | Н/Д             | Н/Д             | Н/Д           | Н/Д           | 27:41.2      | +2:40.7      | 31           |
| Іларія Дебертоліс                                                                | 15 км скіатлон, жінки            | 23:38.7         | 46              | 21:24.6       | 50            | 45:44.6      | +4:59.7      | 49           |
| Сара Пеллегріні                                                                  | 10 км вільним стилем, жінки      | Н/Д             | Н/Д             | Н/Д           | Н/Д           | 28:01.5      | +3:01.0      | 38           |
| Сара Пеллегріні                                                                  | 15 км скіатлон, жінки            | 23:03.7         | 33              | 20:40.7       | 31            | 44:16.3      | +3:31.4      | 35           |
| Сара Пеллегріні                                                                  | 30 км класичним стилем, жінки    | Н/Д             | Н/Д             | Н/Д           | Н/Д           | 1:36:07.3    | +13:49.7     | 35           |
| Люсія Скардоні                                                                   | 10 км вільним стилем, жінки      | Н/Д             | Н/Д             | Н/Д           | Н/Д           | 28:04.1      | +3:03.6      | 39           |
| Люсія Скардоні                                                                   | 30 км класичним стилем, жінки    | Н/Д             | Н/Д             | Н/Д           | Н/Д           | 1:40:26.3    | +18:08.7     | 41           |
| Еліза Брокард Анна Комарелла Іларія Дебертоліс Лючія Скардоні                    | Естафета 4×5 км                  | Н/Д             | Н/Д             | Н/Д           | Н/Д           | 54:22.0      | +2:57.7      | 9            |

Спринт
| Спортсмен                         | Дисципліна                  | Кваліфікація | Кваліфікація | Чвертьфінал | Чвертьфінал | Півфінал   | Півфінал   | Фінал      | Фінал      |
| Спортсмен                         | Дисципліна                  | Час          | Місце        | Час         | Місце       | Час        | Місце      | Час        | Місце      |
| --------------------------------- | --------------------------- | ------------ | ------------ | ----------- | ----------- | ---------- | ---------- | ---------- | ---------- |
| Мірко Бертоліна                   | спринт, чоловіки            | 3:20.18      | 40           | не пройшов  | не пройшов  | не пройшов | не пройшов | не пройшов | не пройшов |
| Федеріко Пеллегріно               | спринт, чоловіки            | 3:13.18      | 9 Q          | 3:10.55     | 1 Q         | 3:06.17    | 2 Q        | 3:07.09    | 2          |
| Майкол Растеллі                   | спринт, чоловіки            | 3:11.32      | 4 Q          | 3:14.38     | 6           | не пройшов | не пройшов | не пройшов | не пройшов |
| Стефан Зельгер                    | спринт, чоловіки            | 3:20.18      | 41           | не пройшов  | не пройшов  | не пройшов | не пройшов | не пройшов | не пройшов |
| Дітмар Неклер Федеріко Пеллегріно | командний спринт (чоловіки) | Н/Д          | Н/Д          | Н/Д         | Н/Д         | 16:07.19   | 4 q        | 16:14.81   | 5          |
| Грета Лоран                       | спринт, жінки               | 3:25.54      | 32           | не пройшла  | не пройшла  | не пройшла | не пройшла | не пройшла | не пройшла |
| Лучія Скардоні                    | спринт, жінки               | 3:23.32      | 28           | 3:22.49     | 5           | не пройшла | не пройшла | не пройшла | не пройшла |
| Гая Вюріх                         | спринт, жінки               | 3:19.01      | 18 Q         | 3:21.65     | 5           | не пройшла | не пройшла | не пройшла | не пройшла |
| Еліза Брокард Гая Вюріх           | командний спринт, жінки     | Н/Д          | Н/Д          | Н/Д         | Н/Д         | 17:13.04   | 8          | не пройшли | не пройшли |

## Санний спорт
| Спортсмени                                                  | Змагання                | Заїзд 1 | Заїзд 1 | Заїзд 2 | Заїзд 2 | Заїзд 3 | Заїзд 3 | Заїзд 4 | Заїзд 4 | Загалом  | Загалом | Загалом |
| Спортсмени                                                  | Змагання                | Час     | Місце   | Час     | Місце   | Час     | Місце   | Час     | Місце   | Час      | Місце   |         |
| ----------------------------------------------------------- | ----------------------- | ------- | ------- | ------- | ------- | ------- | ------- | ------- | ------- | -------- | ------- | ------- |
| Домінік Фішналлер                                           | Одиночні сани, чоловіки | 47.930  | 10      | 47.967  | 16      | 47.562  | 3       | 47.475  | 1       | 3:10.934 | 4       |         |
| Кевін Фішналлер                                             | Одиночні сани, чоловіки | 47.853  | 8       | 47.793  | 5       | 47.596  | 5       | 47.812  | 8       | 3:11.054 | 7       |         |
| Емануель Рідер                                              | Одиночні сани, чоловіки | 48.040  | 14      | 48.047  | 17      | 47.972  | 18      | 48.082  | 18      | 3:12.141 | 17      |         |
| Фабіан Маллеєр Іван Наглер                                  | Пари, чоловіки          | 46.320  | 8       | 46.243  | 7       | Н/Д     | Н/Д     | Н/Д     | Н/Д     | 1:32.563 | 7       |         |
| Патрік Растнер Людвіг Рідер                                 | Пари, чоловіки          | 46.709  | 14      | 46.567  | 15      | Н/Д     | Н/Д     | Н/Д     | Н/Д     | 1:33.276 | 15      |         |
| Сандра Робатшер                                             | Одиночні сани, жінки    | 46.620  | 12      | 47.116  | 24      | 47.083  | 17      | 46.746  | 9       | 3:07.565 | 14      |         |
| Андреа Вьоттер                                              | Одиночні сани, жінки    | 46.577  | 10      | 46.483  | 11      | 46.907  | 15      | 46.892  | 13      | 3:06.859 | 10      |         |
| Андреа Вьоттер Домінік Фішналлер Фабіан Маллеєр Іван Наглер | Змішана естафета        | 47.078  | 2       | 48.827  | 6       | 49.188  | 6       | Н/Д     | Н/Д     | 2:25.093 | 5       |         |

## Скелетон
| Спортсмени         | Змагання | Заїзд 1 | Заїзд 1 | Заїзд 2 | Заїзд 2 | Заїзд 3 | Заїзд 3 | Заїзд 4  | Заїзд 4  | Загалом | Загалом | Загалом |
| Спортсмени         | Змагання | Час     | Місце   | Час     | Місце   | Час     | Місце   | Час      | Місце    | Час     | Місце   |         |
| ------------------ | -------- | ------- | ------- | ------- | ------- | ------- | ------- | -------- | -------- | ------- | ------- | ------- |
| Джозеф Люк Чеккіні | чоловіки | 51.88   | 24      | 51.80   | 25      | 51.96   | 26      | усунутий | усунутий | 2:35.64 | 27      |         |

## Сноубординг
Фристайл
| Спортсмен       | Дисципліна        | Кваліфікація | Кваліфікація | Кваліфікація | Кваліфікація | Фінал       | Фінал       | Фінал       | Фінал      | Фінал      |
| Спортсмен       | Дисципліна        | 1-ша спроба  | 2-га спроба  | Найкраща     | Місце        | 1-ша спроба | 2-га спроба | 3-тя спроба | Найкраща   | Місце      |
| --------------- | ----------------- | ------------ | ------------ | ------------ | ------------ | ----------- | ----------- | ----------- | ---------- | ---------- |
| Альберто Маффеї | біг-ейр, чоловіки | 77.50        | 36.25        | 77.50        | 12           | не пройшов  | не пройшов  | не пройшов  | не пройшов | не пройшов |

Паралельний слалом
| Спортсмен        | Дисципліна                                | Кваліфікація | Кваліфікація | 1/16                          | Чвертьфінал                   | Півфінал     | Фінал        | Фінал      |
| Спортсмен        | Дисципліна                                | Час          | Місце        | Суперник Час                  | Суперник Час                  | Суперник Час | Суперник Час | Місце      |
| ---------------- | ----------------------------------------- | ------------ | ------------ | ----------------------------- | ----------------------------- | ------------ | ------------ | ---------- |
| Едвін Коратті    | паралельний гігантський слалом (чоловіки) | 1:25.70      | 12 Q         | Александер Паєр (AUT) W –0.33 | Сильвен Дюфур (FRA) L +0.19   | не пройшов   | не пройшов   | не пройшов |
| Мірко Фелічетті  | паралельний гігантський слалом (чоловіки) | 1:27.56      | 29           | не пройшов                    | не пройшов                    | не пройшов   | не пройшов   | не пройшов |
| Роланд Фішналлер | паралельний гігантський слалом (чоловіки) | 1:25.44      | 8 Q          | Вік Вайлд (OAR) W –0.93       | Невін Галмаріні (SUI) L +0.06 | не пройшов   | не пройшов   | не пройшов |
| Аарон Марч       | паралельний гігантський слалом (чоловіки) | 1:26.58      | 23           | не пройшов                    | не пройшов                    | не пройшов   | не пройшов   | не пройшов |
| Надя Очнер       | паралельний гігантський слалом (жінки)    | 1:33.80      | 18           | не пройшла                    | не пройшла                    | не пройшла   | не пройшла   | не пройшла |

Сноубордкрос
| Спортсмен          | Дисципліна | Посів         | Посів         | Посів   | Посів   | Посів     | Посів     | 1/8     | Чвертьфінал  | Півфінал         | Фінал      | Фінал      |
| Спортсмен          | Дисципліна | Спуск 1       | Спуск 1       | Спуск 2 | Спуск 2 | Найкращий | Результат | 1/8     | Чвертьфінал  | Півфінал         | Фінал      | Фінал      |
| Спортсмен          | Дисципліна | Час           | Місце         | Час     | Місце   | Найкращий | Результат | Позиція | Позиція      | Позиція          | Позиція    | Місце      |
| ------------------ | ---------- | ------------- | ------------- | ------- | ------- | --------- | --------- | ------- | ------------ | ---------------- | ---------- | ---------- |
| Мікеле Годіно      | чоловіки   | 1:20.88       | 38            | 1:14.96 | 4       | 1:14.96   | 28        | 3 Q     | не фінішував | не пройшов       | не пройшов | не пройшов |
| Емануель Ператонер | чоловіки   | 1:14.62       | 18            | Bye     | Bye     | 1:14.62   | 18        | 4       | не пройшов   | не пройшов       | не пройшов | не пройшов |
| Лоренцо Соммаріва  | чоловіки   | 1:14.36       | 13            | Bye     | Bye     | 1:14.36   | 13        | 4       | не пройшов   | не пройшов       | не пройшов | не пройшов |
| Омар Візінтін      | чоловіки   | 1:13.25       | 2             | Bye     | Bye     | 1:13.25   | 2         | 4       | не пройшов   | не пройшов       | не пройшов | не пройшов |
| Рафаелла Брутто    | жінки      | не фінішувала | не фінішувала | 1:21.14 | 7       | 1:21.14   | 19        | Н/Д     | 3 Q          | не фінішувала FB | 2          | 8          |
| Мікела Мойолі      | жінки      | 1:16.97       | 2             | Bye     | Bye     | 1:16.97   | 2         | Н/Д     | 1 Q          | 1 FA             | 1          | 1          |

FA – кваліфікація до медального раунду; FB – кваліфікація до втішного раунду

## Стрибки з трампліна
| Спортсменка                                                     | Дисципліна                     | Кваліфікація | Кваліфікація | Кваліфікація | Перший раунд | Перший раунд | Перший раунд | Фінал      | Фінал      | Фінал      | Загалом    | Загалом    |
| Спортсменка                                                     | Дисципліна                     | Відстань     | Бали         | Місце        | Відстань     | Бали         | Місце        | Відстань   | Бали       | Місце      | Бали       | Місце      |
| --------------------------------------------------------------- | ------------------------------ | ------------ | ------------ | ------------ | ------------ | ------------ | ------------ | ---------- | ---------- | ---------- | ---------- | ---------- |
| Давіде Бресадола                                                | нормальний трамплін (чоловіки) | 88.0         | 95.8         | 37 Q         | 95.0         | 92.0         | =35          | не пройшов | не пройшов | не пройшов | не пройшов | не пройшов |
| Давіде Бресадола                                                | великий трамплін (чоловіки)    | 117.0        | 80.0         | 42 Q         | 124.0        | 89.1         | 47           | не пройшов | не пройшов | не пройшов | не пройшов | не пройшов |
| Федеріко Чекон                                                  | нормальний трамплін (чоловіки) | 86.0         | 87.9         | 49 Q         | 85.5         | 72.3         | 48           | не пройшов | не пройшов | не пройшов | не пройшов | не пройшов |
| Федеріко Чекон                                                  | великий трамплін (чоловіки)    | 100.5        | 50.3         | 54           | не пройшов   | не пройшов   | не пройшов   | не пройшов | не пройшов | не пройшов | не пройшов | не пройшов |
| Себастьян Коллоредо                                             | нормальний трамплін (чоловіки) | 91.0         | 97.9         | 36 Q         | 91.0         | 83.8         | 42           | не пройшов | не пройшов | не пройшов | не пройшов | не пройшов |
| Себастьян Коллоредо                                             | великий трамплін (чоловіки)    | 107.5        | 68.1         | 50 Q         | 121.0        | 102.7        | 40           | не пройшов | не пройшов | не пройшов | не пройшов | не пройшов |
| Алекс Інсам                                                     | нормальний трамплін (чоловіки) | 94.0         | 101.9        | 33 Q         | 84.0         | 76.9         | 45           | не пройшов | не пройшов | не пройшов | не пройшов | не пройшов |
| Алекс Інсам                                                     | великий трамплін (чоловіки)    | 123.0        | 93.1         | 32 Q         | 127.5        | 118.0        | 22 Q         | 125.0      | 114.4      | 22         | 232.4      | 23         |
| Давіде Бресадола Федеріко Чекон Себастьян Коллоредо Алекс Інсам | командний великий трамплін     | Н/Д          | Н/Д          | Н/Д          | 453.5        | 364.5        | 11           | не пройшли | не пройшли | не пройшли | не пройшли | не пройшли |
| Евелін Інсам                                                    | нормальний трамплін (жінки)    | 72.0         | 46.4         | 34           | не пройшла   | не пройшла   | не пройшла   | не пройшла | не пройшла |            |            |            |
| Лара Мальсінер                                                  | нормальний трамплін (жінки)    | 88.5         | 90.2         | 16 Q         | 92.5         | 89.3         | 15           | 179.5      | 15         |            |            |            |
| Мануела Мальсінер                                               | нормальний трамплін (жінки)    | 86.5         | 79.6         | 20 Q         | 89.0         | 83.8         | 22           | 163.4      | 18         |            |            |            |
| Елена Рунггальдьє                                               | нормальний трамплін (жінки)    | 71.5         | 48.8         | 33           | не пройшла   | не пройшла   | не пройшла   | не пройшла | не пройшла |            |            |            |

## Фігурне катання
Індивідуальні змагання
| Спортсмен                            | Дисципліна                   | КП    | КП    | ДП         | ДП         | Загалом    | Загалом    |
| Спортсмен                            | Дисципліна                   | Бали  | Місце | Бали       | Місце      | Бали       | Місце      |
| ------------------------------------ | ---------------------------- | ----- | ----- | ---------- | ---------- | ---------- | ---------- |
| Маттео Ріццо                         | одиночні змагання (чоловіки) | 75.63 | 23 Q  | 156.78     | 19         | 232.41     | 21         |
| Кароліна Костнер                     | одиночні змагання (жінки)    | 73.15 | 6 Q   | 139.29     | 5          | 212.44     | 5          |
| Джіада Руссо                         | одиночні змагання (жінки)    | 50.88 | 27    | не пройшла | не пройшла | не пройшла | не пройшла |
| Ніколь делла Моніка / Маттео Гуарізе | пари                         | 74.00 | 9 Q   | 128.74     | 10         | 202.74     | 10         |
| Валентина Маркеї / Ондржей Готарек   | пари                         | 74.50 | 7 Q   | 142.09     | 6          | 216.59     | 6          |
| Анна Каппелліні / Лука Ланотте       | танці на льоду               | 76.57 | 5 Q   | 108.34     | 6          | 184.91     | 6          |
| Шарлін Гіньяр / Марко Фаббрі         | танці на льоду               | 68.16 | 11 Q  | 105.31     | 9          | 173.47     | 10         |

Командне змагання
| Спортсмени | Дисципліна        | Коротка програма   | Коротка програма   | Коротка програма   | Коротка програма   | Коротка програма | Коротка програма | Довільна програма  | Довільна програма  | Довільна програма  | Довільна програма  | Довільна програма | Довільна програма |
| Спортсмени | Дисципліна        | Чоловіки           | Жінки              | Пари               | Танці на льоду     | Разом            | Разом            | Чоловіки           | Жінки              | Пари               | Танці на льоду     | Разом             | Разом             |
| Спортсмени | Дисципліна        | Бали Командні бали | Бали Командні бали | Бали Командні бали | Бали Командні бали | Бали             | Місце            | Бали Командні бали | Бали Командні бали | Бали Командні бали | Бали Командні бали | Бали              | Місце             |
| --- | ----------------- | ------------------ | ------------------ | ------------------ | ------------------ | ---------------- | ---------------- | ------------------ | ------------------ | ------------------ | ------------------ | ----------------- | ----------------- |
| Маттео Ріццо (M) Кароліна Костнер (L) Ніколь делла Моніка / Маттео Гуарізе (P) (SP) Валентина Маркеї / Ондржей Готарек (P) (FS) Анна Каппелліні / Лука Ланотте (ID) | командні змагання | 77.77 6            | 75.10 9            | 67.62 4            | 72.51 7            | 26               | 4                | 156.11 7           | 134.0 7            | 138.44 9           | 107.0 7            | 56                | 4                 |

## Фристайл
Скікрос
| Спортсмен         | Дисципліна | Посів                | Посів                | 1/16                 | Чвертьфінал          | Півфінал             | Фінал                | Фінал                |
| Спортсмен         | Дисципліна | Час                  | Місце                | Позиція              | Позиція              | Позиція              | Позиція              | Місце                |
| ----------------- | ---------- | -------------------- | -------------------- | -------------------- | -------------------- | -------------------- | -------------------- | -------------------- |
| Зігмар Клоц       | чоловіки   | 1:10.15              | 15                   | 3                    | не пройшов           | не пройшов           | не пройшов           | не пройшов           |
| Стефан Танеї      | чоловіки   | 1:10.10              | 12                   | 3                    | не пройшов           | не пройшов           | не пройшов           | не пройшов           |
| Лукреція Фантеллі | жінки      | Знялася через травму | Знялася через травму | Знялася через травму | Знялася через травму | Знялася через травму | Знялася через травму | Знялася через травму |
| Дебора Пікснер    | жінки      | 1:15.72              | 14                   | 2 Q                  | 3                    | не пройшла           | не пройшла           | не пройшла           |

## Шорт-трек
| Спортсмен                                                                      | Дисципліна                | Попередній заїзд | Попередній заїзд | Чвертьфінал | Чвертьфінал | Півфінал        | Півфінал        | Фінал           | Фінал           |
| Спортсмен                                                                      | Дисципліна                | Час              | Місце            | Час         | Місце       | Час             | Місце           | Час             | Місце           |
| ------------------------------------------------------------------------------ | ------------------------- | ---------------- | ---------------- | ----------- | ----------- | --------------- | --------------- | --------------- | --------------- |
| Юрі Конфортола                                                                 | 500 м (чоловіки)          | 40.869           | 3                | не пройшов  | не пройшов  | не пройшов      | не пройшов      | не пройшов      | не пройшов      |
| Юрі Конфортола                                                                 | 1000 м (чоловіки)         | 1:25.297         | 2 Q              | 1:24.383    | 2 Q         | 1:26.626        | 3 FB            | 1:27.712        | 7               |
| Юрі Конфортола                                                                 | 1500 м (чоловіки)         | PEN              | PEN              | Н/Д         | Н/Д         | не пройшов      | не пройшов      | не пройшов      | не пройшов      |
| Томмазо Дотті                                                                  | 1000 м (чоловіки)         | 1:25.369         | 3                | не пройшов  | не пройшов  | не пройшов      | не пройшов      | не пройшов      | не пройшов      |
| Томмазо Дотті                                                                  | 1500 м (чоловіки)         | 2:16.177         | 4                | Н/Д         | Н/Д         | не пройшов      | не пройшов      | не пройшов      | не пройшов      |
| Аріанна Фонтана                                                                | 500 м (жінки)             | 43.214           | 1 Q              | 43.128      | 1 Q         | 42.635          | 2 Q             | 42.569          | 1               |
| Аріанна Фонтана                                                                | 1000 м (жінки)            | 1:30.676         | 1 Q              | 1:30.074    | 1 Q         | 1:29.156        | 2 FA            | 1:30.656        | 3               |
| Аріанна Фонтана                                                                | 1500 м (жінки)            | 2:28.494         | 1 Q              | Н/Д         | Н/Д         | 2:34.489        | 2 FA            | 2:27.475        | 7               |
| Синтія Машітто                                                                 | 1000 м (жінки)            | 1:32.926         | 4                | не пройшла  | не пройшла  | не пройшла      | не пройшла      | не пройшла      | не пройшла      |
| Лучія Перетті                                                                  | 500 м (жінки)             | 43.994           | 4                | не пройшла  | не пройшла  | не пройшла      | не пройшла      | не пройшла      | не пройшла      |
| Мартіна Вальчепіна                                                             | 500 м (жінки)             | 43.698           | 1 Q              | 43.023      | 3           | Did not advance | Did not advance | Did not advance | Did not advance |
| Мартіна Вальчепіна                                                             | 1500 м (жінки)            | 2:31.370         | 3 Q              | Н/Д         | Н/Д         | 2:24.171        | 4 FB            | PEN             | 12              |
| Аріанна Фонтана Чечилія Маффей Синтія Машітто Лучія Перетті Мартіна Вальчепіна | естафета на 3000 м, жінки | Н/Д              | Н/Д              | Н/Д         | Н/Д         | 4:05.918        | 2 FA            | 4:15.901        | 2               |

Qualification legend: ADV – просунутий через те, що йому перешкоджає інший фігурист; FA – Кваліфікація до медального раунду; FB – Кваліфікація до втішного раунду; AA – Перехід до медального раунду через перешкоджання іншим фігуристом